# Музей Лермонтова (Парабоч)

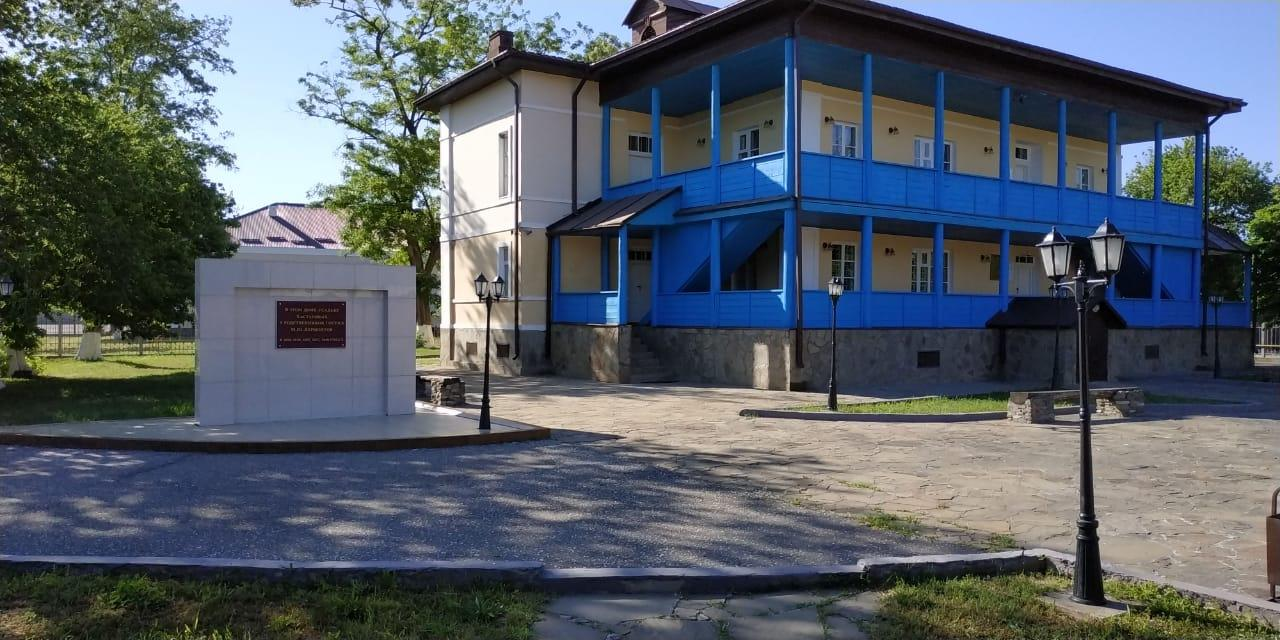
Здание музея.

Литературный музей М. Ю. Лермонтова — музей в селе Парабоч, посвящённый жизни и творчеству великого поэта и его пребыванию в Чечне, основанный в 2006 году.

## История
В 1818 году Елизавета Алексеевна Арсеньева со своим внуком, Михаилом Лермонтовым, приехала к своей сестре, вдове Акима Хастатова Екатерине Алексеевне. Имение Хастатова располагалось в селении Парабоч (согласно другой версии, в селении Парабоч располагалось имение помещика Калустова). Время, проведённое в этом имении, оставило заметный след в жизни поэта. Здесь он познакомился с жизнью, обычаями и культурой гребенских казаков, чеченцев, кумыков.
В имении Хастатовых в разное время побывали Александр Дюма, Лев Толстой, адмирал И. Д. Потанин, космонавт Владимир Комаров и многие другие. К 150-летию со дня рождения М. Ю. Лермонтова, в 1964 году на доме-усадьбе Хастатовых установили мемориальную доску, свидетельствующую о его пребывании в имении Хастатовых в 1818, 1837 и 1840 годах. 11 августа 1987 года дом бывшего имения Хастатовых постановлением Совета Министров Чечено-Ингушской АССР был объявлен памятником истории и культуры.
8 октября 2004 года Министерством культуры Чеченской Республики на базе дома бывшего имения Хастатовых был учреждён литературный музей М. Ю. Лермонтова. Официальное открытие музея состоялось 3 июня 2006 года. Музей является филиалом Национального музея Чеченской Республики.